# Biến chưa khai báo
Một biến chưa khai báo (tiếng Anh: undefined variable) trong mã nguồn của một chương trình máy tính là một biến được sử dụng trong mã nguồn nhưng chưa được chương trình khai báo trước đó.
Một số ngôn ngữ lập trình sẽ tự động tạo khai báo cho biến khi lần đầu tiên gặp nó trong quá trình biên dịch. Ngược lại, ở một số ngôn ngữ khác, sử dụng biến chưa khai báo được coi là một lỗi nghiêm trọng, có thể khiến quá trình biên dịch bị dừng và trả về cảnh báo lỗi.
Một số ngôn ngữ lập trình ban đầu có tự động khai báo ngầm, nhưng về sau này chúng đã cung cấp tùy chọn để tắt tính năng này (ví dụ như "use warnings" trong Perl hoặc "Option Explicit" trong Visual Basic).

## Ví dụ
Dưới đây là một số ví dụ về cách các ngôn ngữ lập trình khác nhau phản hồi lại biến chưa được khai báo.

### CLISP
```
(
setf
 
y
 
x
)

```

trả về:
```
*** - EVAL: variable X has no value
```

### C
```
int
 
main
()
 
{

  
int
 
y
 
=
 
x
;

  
return
 
0
;

}

```

trả về:
```
foo.c: In function `main':
foo.c:2: error: `x' undeclared (first use in this function)
foo.c:2: error: (Each undeclared identifier is reported only once
foo.c:2: error: for each function it appears in.)
```

### JavaScript
ReferenceError chỉ xảy ra trong hai trường hợp: hoặc đoạn mã đã được chạy lại sau khi biến đã được khai báo bằng let hoặc const (không phải bằng var), hoặc đoạn mã đã được chạy trong strict mode (chế độ nghiêm ngặt). Trong các trường hợp khác, biến đó sẽ có giá trị đặc biệt là undefined.
```
"use strict"
;

let
 
y
 
=
 
x
;

```

```
let
 
y
 
=
 
x
;

let
 
x
;
 
// gây ra lỗi ở dòng 1

```

trả về:
```
 ReferenceError: x is not defined
 Source File: file:///c:/temp/foo.js
```

### Lua
```
y
 
=
 
x

```

(không có lỗi, tiếp tục chạy)
```
print
(
y
)

```

trả về:
```
nil
```

### ML(Standard ML of New Jersey)
```
val
 
y
 
=
 
x
;

```

trả về:
```
stdIn:1.9 Error: unbound variable or constructor: x
```

### MUMPS
```
Set Y=X
```

trả về:
```
<UNDEF>
```

### OCaml
```
let
 
y
 
=
 
x
;;

```

trả về:
```
Unbound value x
```

### Perl
```
my
 
$y
 
=
 
(
$x
 
//
 
0
)
 
+
 
1
;
 
# toán tử hoặc

```

trả về:
```
(no error)
```

### PHP5
```
$y
 
=
 
$x
;

```

```
(no error)
```

```
$y
=
""
;

$x
=
""
;

error_reporting
(
E_ALL
);

$y
 
=
 
$x
;

```

trả về
```
PHP Notice:  Undefined variable: x in foo.php on line 3
```

### Python2.4
```
>>> 
x
 
=
 
y
  
# trả về nội dung dưới đây:

Traceback (most recent call last):

  File 
"<stdin>"
, line 
1
, in 
<module>

NameError
: 
name 'y' is not defined

```

### REXX
```
signal
 
on
 
novalue
y
 
=
 
x

```

trả về:
```
+++ Error 30 in line 2: Label not found
```

### Ruby
```
irb(main):001:0> 
y
 
=
 
x

NameError: undefined local variable or method `x' for main:Object

	from (irb):1

```

### Tcl
```
%
 
set
 
y
 
$x

can
'
t
 
read
 
"x"
:
 
no
 
such
 
variable

```

### VBScript
```
Dim
 
y

y
 
=
 
x

```

```
(không có lỗi)
```

```
Option
 
Explicit

Dim
 
y

y
 
=
 
x

```

trả về
```
(3, 1) Microsoft VBScript runtime error: Variable is undefined: 'x'
```